# Li Chevalier
Li Chevalier, i Kina kallad Shi Lan eller Shilan (kinesiska: 诗蓝), född 1961 i Peking, är en kinesisk-fransk konstnär inom bland annat måleri och installationskonst.
Li Chevalier växte upp i Peking men lämnade Kina 1984, studerade politik och filosofi i Paris och är sedan 1986 fransk medborgare. Hon studerade konst i Florens och Paris samt vid Central Saint Martins College of Art and Design i London.
Chevaliers verk har en grund i den samtida konsten kombinerad med teknik och estetiska influenser från traditionell östasiatisk konst, bland annat i användadet av tuschmåleri med laveringar på duk. Bildspråket ligger ofta på gränsen mellan det abstrakta och det föreställande.
| "Symphonie du Destin" (2012) och "La Nuite transfiguree" (2011). |  | "Symphonie du Destin" (2012) och "La Nuite transfiguree" (2011). |
| "Symphonie du Destin" (2012) och "La Nuite transfiguree" (2011). |  |                                                                  |

En bakgrund inom musiken, som sopran, gör sig också påmind i flera av hennes verk.

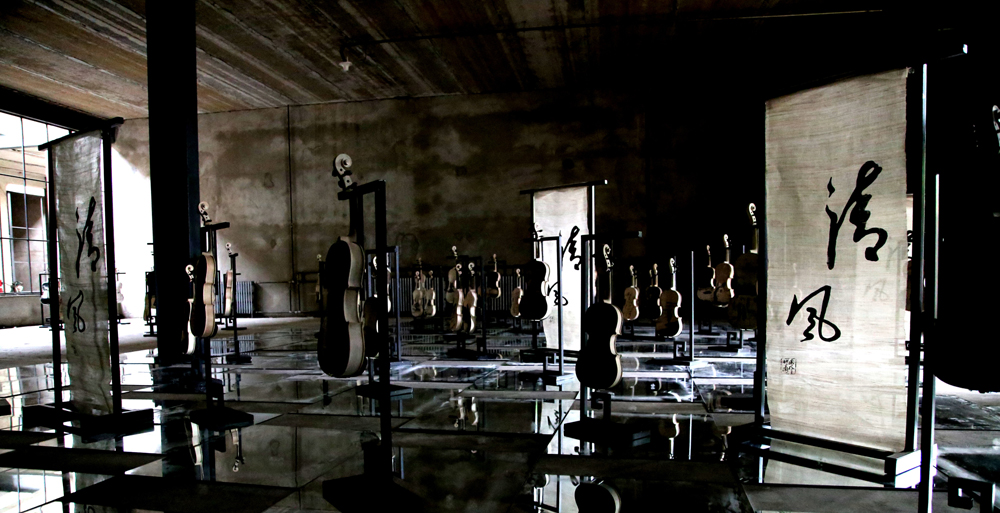
"Cantabile per archi" (2013) – inspirerat av verk av kompositören Pēteris Vasks.

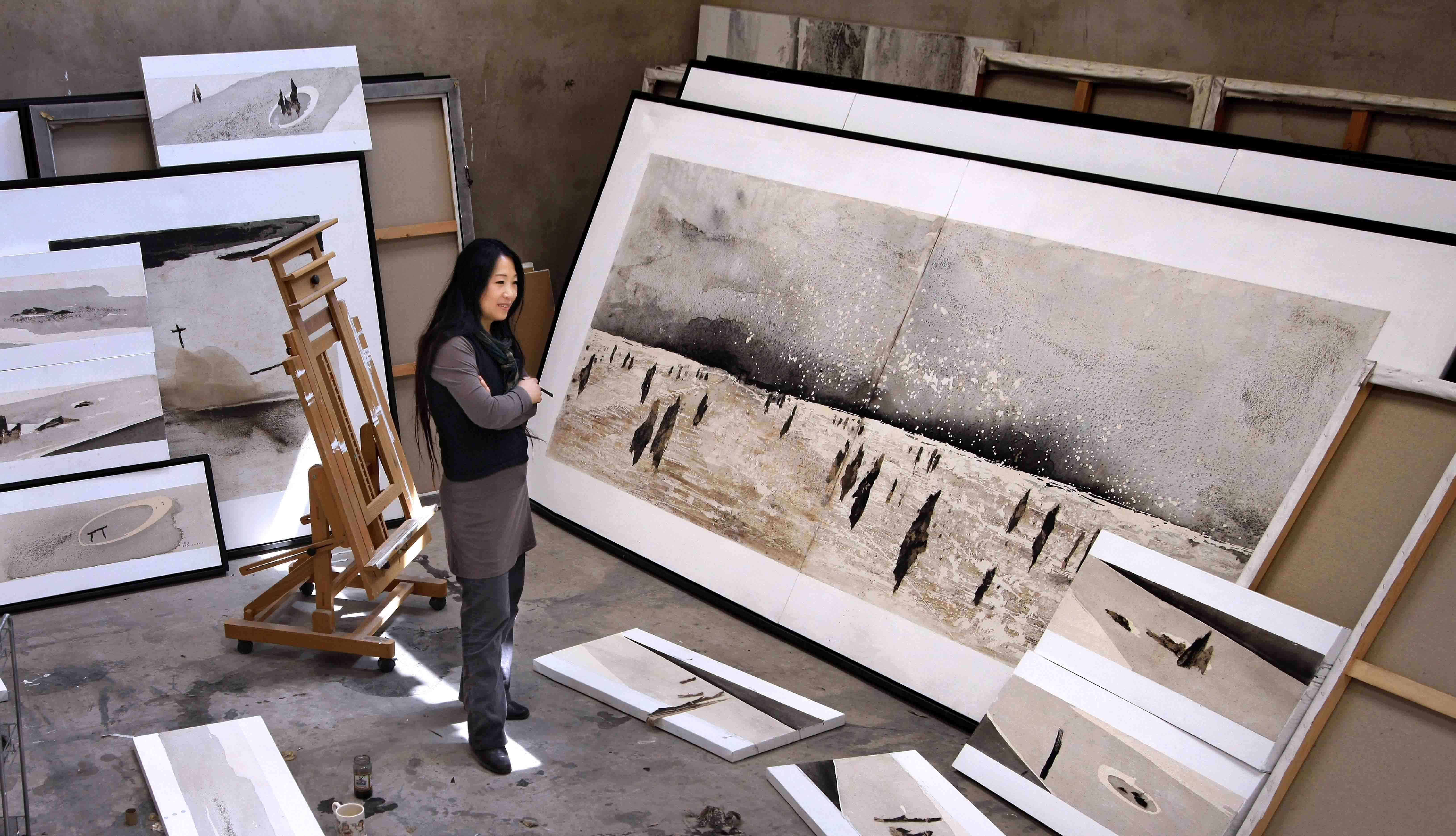
Li Chevalier i sin Pekingateljé 2011.

Li Chevalier har flera prestigefulla internationella utställningar bakom sig. Sedan 2007 ställer hon även ut i Kina där hon också haft några retrospektiva utställningar. Hon har ateljéer i både Paris och Peking.